# 2 Minutes to Midnight
2 Minutes to Midnight è una canzone del gruppo musicale britannico Iron Maiden. Fa parte del loro quinto album in studio, Powerslave del 1984. La canzone, scritta da Adrian Smith e Bruce Dickinson, è stata pubblicata come singolo, il decimo della loro carriera, il 6 agosto 1984 ed ha raggiunto la posizione #11 nelle classifiche inglesi.

## Il testo
Il testo della canzone è riferito all'orologio dell'apocalisse (Doomsday Clock in inglese), un orologio simbolico creato dagli scienziati del Bulletin of the Atomic Scientists dell'Università di Chicago nel 1947.
Secondo tale orologio, la mezzanotte segnerebbe la fine del mondo, causata da una guerra atomica. Al momento della sua creazione, durante la guerra fredda, l'orologio fu impostato sette minuti prima della mezzanotte. All'epoca della pubblicazione del singolo, nel 1984, l'orologio scese a 3 minuti alla mezzanotte a causa della minaccia di attacco nucleare del presidente statunitense Ronald Reagan nei confronti dell'Unione Sovietica, all'epoca uno dei momenti più prossimi alla mezzanotte dall'istituzione dell'orologio. Nel 2023, a causa della situazione sanitaria mondiale dovuta alla pandemia da CoViD-19, ai cambiamenti climatici e al rischio di escalation nucleare dovuto al conflitto russo-ucraino, sono state raggiunte le 23:58:30, costituendo il nuovo record assoluto dalla nascita del conteggio.

## Il disco
Nella b-side del disco troviamo le canzoni Rainbow's Gold (una cover dei Beckett) e Mission from 'Arry (un inedito, in realtà una registrazione di quasi sette minuti fatta di nascosto da Bruce Dickinson di un litigio in studio tra il bassista Steve Harris e il batterista Nicko McBrain).
2 Minutes to Midnight è stata inoltre inclusa nella colonna sonora di Grand Theft Auto: Vice City, così come altre canzoni metal di quel periodo.

## Tracce
1. 2 Minutes to Midnight  (Smith, Dickinson)  - 6:04
2. Rainbow's Gold  (Beckett)  - 4:57
3. Mission from 'Arry - 6:43 (non è una canzone - dialogo fra McBrain, Harris e Dickinson)

## Formazione
- Bruce Dickinson - voce
- Adrian Smith - chitarra
- Dave Murray - chitarra
- Steve Harris - basso
- Nicko McBrain - batteria

## Utilizzi
- 2 Minutes to Midnight è stata inserita tra le canzoni del videogioco Guitar Hero 5.
- 2 Minutes to Midnight è stata inserita tra le canzoni del videogioco Grand Theft Auto: Vice City nell'emittente radio V-Rock.